# Elin Nilsen (fotbollsspelare)
Elin Nilsen, född 25 maj 1987, är en svensk fotbollsspelare som spelar för Vittsjö GIK.
Nilsens moderförening är Lotorps IF. Nilsen har även spelat för Finspångs BK, Östers IF, Åland United samt Kristianstads DFF. Den 29 december 2012 värvade Vittsjö GIK henne från Kristianstads DFF.